# U-Bahnhof Gern
Der U-Bahnhof Gern ist eine unterirdisch gelegene Station der Münchner U-Bahn. Er liegt im Verlauf der zweiten Stammstrecke im gleichnamigen Stadtteil Gern der bayerischen Landeshauptstadt München.
Der unterhalb der Waisenhausstraße errichtete Bahnhof wurde am 23. Mai 1998 dem Verkehr übergeben. Er erschließt die benachbarten Wohngebiete. Der U-Bahnhof wird von den U-Bahnlinien U1 und U7 bedient. Eine Verknüpfung mit weiteren Linien des Münchner Nahverkehrs besteht nicht.

## Geschichte
Der Bahnhof sollte nach den Plänen von 1989 185 Meter weiter südlich liegen. Die Regierung von Oberbayern entschied ein Jahr später, dass der Bahnhof aufgrund ausgeglichenerer Bahnhofsabstände und besserer Fahrgastprognosen in Nordlage gebaut werden sollte, was aber den Anstieg der Baukosten um drei Millionen DM und die Verlängerung der Bauzeit um einige Monate bedeutete.

## Bahnhofsanlage
Die Außenseite ist, wegen der beengten Verhältnisse an der Oberfläche, schräg. Dies hat seinen Grund darin, dass die Waisenhausstraße während der Bauphase nicht komplett gesperrt werden konnte. Die Wände der Station bestehen aus blau lasiertem Sichtbeton, auf dem Glasplatten befestigt sind, auf denen ein Teil der Geschichte Gerns steht. Das Licht aus neun Lichtpyramiden wird von dem mit hellen Granit ausgelegten Boden reflektiert. Zum Zugangsgeschoss und zur Oberfläche führen an beiden Enden des Bahnsteigs Lifte sowie Fahr- und Festtreppen. Die von der Kölner Firma Lichtdesign in die Decke eingebauten neun Lichtpyramiden wurden in die Zwischenräume der Aussteifungen des Bahnhofsbauwerkes eingepasst und erwecken den Eindruck, als ob durch sie Tageslicht von oben einfallen würde. Zugänglich sind sie durch einen ungenutzten Hohlraum über dem Bahnsteig. Von dort können defekte Lampen ausgetauscht werden. Durch das Schlitzwand-Deckel-Bauverfahren existieren an vielen U-Bahnhöfen solche Hohlräume.
Die Bauzeit belief sich auf die Jahre von 1995 bis 1998 unter der Federführung von Claus und Forster Architekten.

## Verkehr
Der U-Bahnhof Gern befindet sich an der zweiten Stammstrecke des Münchner U-Bahn-Netzes. Er wird vom nördlichen Ast der Linie U1, welche auf dieser Strecke in Teilen gemeinsam mit der U2 verkehrt, bedient. Außerdem hält seit dem 12. Dezember 2011 die Verstärkerlinie U7, die nur in der Hauptverkehrszeit fährt. Es bestehen keinerlei Umsteigemöglichkeiten zu anderen Linien im Netz des Münchner Nahverkehrs.
Über die Linie aus Moosach werden die dortigen Wohngebiete und das Olympia-Einkaufszentrum erreicht. Die am gleichnamigen U-Bahnhof kreuzende Linie U3 bindet den Olympiapark an. In Richtung Süden besteht die Verbindung zu den zentralen Umsteigepunkten Hauptbahnhof und Sendlinger Tor. Dort sind Umsteigemöglichkeiten zu den anderen beiden Stammstrecken der U-Bahn sowie der S-Bahn vorhanden.
Im weiteren Verlauf der U1 werden die südlich gelegenen Stadtteile Untergiesing und Harlaching angebunden.
| Linie | Linienverlauf |
| ----- | --- |
| U1    | Olympia-Einkaufszentrum – (625 m) – Georg-Brauchle-Ring – (788 m) – Westfriedhof – (830 m) – Gern – (1007 m) – Rotkreuzplatz – (1102 m) – Maillingerstraße – (878 m) – Stiglmaierplatz – (1071 m) – Hauptbahnhof – (905 m) – Sendlinger Tor – (746 m) – Fraunhoferstraße – (1116 m) – Kolumbusplatz – (898 m) – Candidplatz – (692 m) – Wettersteinplatz – (585 m) – St.-Quirin-Platz – (923 m) – Mangfallplatz |
| U7    | Olympia-Einkaufszentrum – (625 m) – Georg-Brauchle-Ring – (788 m) – Westfriedhof – (830 m) – Gern – (1007 m) – Rotkreuzplatz – (1102 m) – Maillingerstraße – (878 m) – Stiglmaierplatz – (1071 m) – Hauptbahnhof – (905 m) – Sendlinger Tor – (746 m) – Fraunhoferstraße – (1116 m) – Kolumbusplatz – (711 m) – Silberhornstraße – (553 m) – Untersbergstraße – (654 m) – Giesing – (1280 m) – Karl-Preis-Platz – (868 m) – Innsbrucker Ring – (982 m) – Michaelibad – (1708 m) – Quiddestraße – (778 m) – Neuperlach Zentrum |

## Weiterführende Informationen